# Bassano Virtus 55 Soccer Team 2016-2017
Questa voce raccoglie le informazioni riguardanti il Bassano Virtus 55 Soccer Team nelle competizioni ufficiali della stagione 2016-2017.

## Stagione
Nella stagione 2016-2017 il Bassano disputa il girone B del campionato di Lega Pro, raccoglie 51 punti con il decimo posto, ultimo che mette in palio i Play-off. Ma viene subito eliminato nel primo turno dal Pordenone che si impone (2-0) con una doppietta di Stefani. Il Bassano inizia la stagione allenato da Luca D'Angelo che resta in sella fino a fine febbraio, poi tocca a Valerio Bertotto portare a termine la stagione. Il Bassano partecipa alla Coppa Italia Tim Cup dove supera anche il primo turno, pareggiando (1-1) con la Fidelis Andria, e poi vincendo la lotteria dei calci di rigore (5-3). Nel secondo turno supera (2-0) l'Avellino, nel terzo turno si inchina (3-0) alla Sampdoria. Mentre esce nei sedicesimi di finale della Coppa Italia di Lega Pro perdendo il derby (2-1) con il Padova.

## Divise e sponsor
Lo sponsor tecnico per la stagione 2016-2017 è Lotto, mentre li sponsor ufficiali sono Diesel e Protek.
| Casa | Trasferta | Terza divisa |

## Organigramma societario
Area direttiva
- Presidente: Stefano Rosso
- Vice presidente: Roberto Masiero
- Amministratore: Sebastiano Fassanelli
- Direttore generale: Werner Seeber

Area organizzativa
- Segretario generale e team manager: Renato Schena

Area marketing
- Ufficio marketing: Sara Vivian, Valeria Visentin

'Area Sanitaria
- Responsabile: Mario Cionfoli
- Massaggiatore: Felice Zuin

Area tecnica
- Allenatore: Luca D'Angelo, Valerio Bertotto (dal 02/12/2017)
- Allenatore in seconda: Riccardo Taddei, Claudio Bazeu (dal 02/12/2017)
- Preparatore atletico: Alessandro Dal Monte
- Preparatori dei portieri: Carlo Caporello, Marco Zuccher

## Rosa
Rosa tratta dal sito ufficiale della società.
| N. |                    | Ruolo | Calciatore         |
| -- | ------------------ | ----- | ------------------ |
| 1  | Italia (bandiera)  | P     | Gian Maria Rossi   |
| 2  | Italia (bandiera)  | D     | Giovanni Formiconi |
| 3  | Italia (bandiera)  | D     | Alberto Barison    |
| 4  | Italia (bandiera)  | C     | Giacomo Cenetti    |
| 4  | Italia (bandiera)  | D     | Andrea Trainotti   |
| 5  | Italia (bandiera)  | D     | Nicola Bizzotto    |
| 6  | Italia (bandiera)  | D     | Filippo Stevanin   |
| 7  | Italia (bandiera)  | C     | Marcello Falzerano |
| 7  | Italia (bandiera)  | C     | Fabio Gerli        |
| 8  | Italia (bandiera)  | C     | Mattia Proietti    |
| 9  | Italia (bandiera)  | A     | Tommy Maistrello   |
| 10 | Francia (bandiera) | A     | Julien Rantier     |
| 11 | Italia (bandiera)  | A     | Mattia Minesso     |
| 12 | Italia (bandiera)  | P     | Mattia Piras       |
| 13 | Italia (bandiera)  | D     | Nicola Pasini      |

| N. |                     | Ruolo | Calciatore          |
| -- | ------------------- | ----- | ------------------- |
| 14 | Italia (bandiera)   | C     | Roberto Candido     |
| 15 | Italia (bandiera)   | C     | Nicolò Bianchi      |
| 16 | Italia (bandiera)   | A     | Alberto Tronco      |
| 17 | Italia (bandiera)   | C     | Janis Cavagna       |
| 17 | Italia (bandiera)   | C     | Alessio Ruci        |
| 18 | Italia (bandiera)   | A     | Michael Fabbro      |
| 19 | Italia (bandiera)   | D     | Marco Soprano       |
| 20 | Italia (bandiera)   | D     | Tommaso Bortot      |
| 21 | Italia (bandiera)   | C     | Gianluca Laurenti   |
| 22 | Italia (bandiera)   | P     | Elia Bastianoni     |
| 23 | Italia (bandiera)   | D     | Carlo Crialese      |
| 24 | Italia (bandiera)   | A     | Francesco Grandolfo |
| 25 | Slovenia (bandiera) | C     | Urban Žibert        |
| 26 | Italia (bandiera)   | D     | Nicola Lancini      |
| 26 | Kosovo (bandiera)   | A     | Ardit Gashi         |

## Risultati

### Lega Pro - girone B

#### Girone di andata
| Arbitro: | Massimi (Termoli) |

|                          |           |               |
| Minesso 49’ Fabbro 90+4’ | Marcatori | 90+3’ Guidone |

| Arbitro: | De Angeli (Abbiategrasso) |

|               |           |               |
| Sansovini 15’ | Marcatori | 2’ Maistrello |

| Arbitro: | Robilotta (Sala Consilina) |

|                     |           |                            |
| Bizzotto 45’ (aut.) | Marcatori | 49’ Grandolfo 85’ Laurenti |

| Arbitro: | Prontera (Bologna) |

|               |           |             |
| Grandolfo 85’ | Marcatori | 67’ Gliozzi |

| Arbitro: | Luciano (Lamezia Terme) |

|                          |           |               |
| Bacio Terracino 37’, 72’ | Marcatori | 69’ Grandolfo |

| Arbitro: | D. Miele (Torino) |

|                                                    |           |  |
| Barison 13’ Minesso 40’ (rig.), 64’ N. Bianchi 78’ | Marcatori |  |

| Modena 1º ottobre 2016 7ª giornata | Modena           | 0 – 0 | Bassano Virtus | Stadio Alberto Braglia\| Arbitro: \| Balice (Termoli) \| |
| Arbitro:                           | Balice (Termoli) |       |                |                                                          |

| Arbitro: | Mancini (Fermo) |

|                        |           |  |
| Minesso 49’ Fabbro 84’ | Marcatori |  |

| Arbitro: | Capone (Palermo) |

|               |           |                                              |
| Zammarini 38’ | Marcatori | 49’, 69’ Laurenti 61’ Grandolfo 90+2’ Fabbro |

| Arbitro: | Piscopo (Imperia) |

|                                                             |           |                                               |
| Minesso 23’ (rig.), 45+5’ (rig.) Fabbro 38’ Grandolfo 90+2’ | Marcatori | 42’, 56’ (rig.) Mancuso 84’ (rig.) Di Massimo |

| Arbitro: | Paolini (Ascoli Piceno) |

|               |           |            |
| Pederzoli 21’ | Marcatori | 56’ Pasini |

| Arbitro: | Pagliardini (Arezzo) |

|                             |           |              |
| Grandolfo 4’ N. Bianchi 47’ | Marcatori | 12’ M. Russo |

| Arbitro: | Strippoli (Bari) |

|                       |           |                                 |
| Virdis 3’ Gonzi 45+2’ | Marcatori | 5’ Grandolfo 35’ (rig.) Minesso |

| Arbitro: | Robilotta (Sala Consilina) |

|  |           |                             |
|  | Marcatori | 65’ Colombi 90+2’ Malaccari |

| Arbitro: | Zingarelli (Siena) |

|              |           |                            |
| Crialese 13’ | Marcatori | 21’ Gerardi 81’ Ranellucci |

| Arbitro: | Amoroso (Paola) |

|            |           |                    |
| Baraye 87’ | Marcatori | 80’ (rig.) Minesso |

| Arbitro: | Curti (Milano) |

|                             |           |                 |
| Maistrello 73’ Laurenti 76’ | Marcatori | 3’, 11’ Tentoni |

| Arbitro: | Camplone (Pescara) |

|                                                                      |           |  |
| Ferri Marini 14’ Candellone 20’ D. Ferretti 37’ Casiraghi 48’ (rig.) | Marcatori |  |

| Arbitro: | Boggi (Salerno) |

|             |           |            |
| Minesso 31’ | Marcatori | 83’ Masini |

#### Girone di ritorno
| Arbitro: | Pasciuta (Agrigento) |

|              |           |                  |
| Cesarini 81’ | Marcatori | 90+2’ Maistrello |

| Arbitro: | Mantelli (Brescia) |

|                              |           |               |
| Candido 75’ Maistrello 90+1’ | Marcatori | 26’ Capitanio |

| Arbitro: | De Tullio (Bari) |

|            |           |  |
| Candido 4’ | Marcatori |  |

| Arbitro: | Schirru (Nichelino) |

|            |           |                      |
| Furlan 61’ | Marcatori | 90+2’ (rig.) Minesso |

| Arbitro: | Balice (Termoli) |

|                          |           |  |
| Pasini 27’ Grandolfo 66’ | Marcatori |  |

| Arbitro: | Nicoletti (Catanzaro) |

|                                         |           |  |
| Cori 42’ R. Carlini 62’ Cesaretti 90+3’ | Marcatori |  |

| Arbitro: | Marchetti (Ostia Lido) |

|  |           |                      |
|  | Marcatori | 40’ Popescu 88’ Nolé |

| Arbitro: | Pillitteri (Palermo) |

|                                                              |           |  |
| Berrettoni 23’, 62’ Bulevardi 60’ Arma 73’ Cattaneo 84’, 90’ | Marcatori |  |

| Arbitro: | Massimi (Termoli) |

|              |           |                              |
| Stevanin 86’ | Marcatori | 24’ Guazzo 51’ D. Donnarumma |

| Arbitro: | Prontera (Bologna) |

|                |           |  |
| Di Massimo 61’ | Marcatori |  |

| Arbitro: | Maggioni (Lecco) |

|                   |           |                           |
| Modolo 85’ (aut.) | Marcatori | 7’ Modolo 90+4’ Falzerano |

| Arbitro: | Volpi (Arezzo) |

|              |           |  |
| De Cenco 64’ | Marcatori |  |

| Bassano del Grappa 2 aprile 2017 32ª giornata | Bassano Virtus           | 0 – 0 | AlbinoLeffe | Stadio Rino Mercante\| Arbitro: \| Pashuku (Albano Laziale) \| |
| Arbitro:                                      | Pashuku (Albano Laziale) |       |             |                                                                |

| Arbitro: | Capraro (Cassino) |

|               |           |             |
| Turchetta 23’ | Marcatori | 47’ Candido |

| Arbitro: | Meleleo (Casarano) |

|                                     |           |  |
| Tassi 12’ Guerra 25’ Bracaletti 50’ | Marcatori |  |

| Arbitro: | Paolini (Ascoli Piceno) |

|            |           |  |
| Fabbro 58’ | Marcatori |  |

| Arbitro: | Zingarelli (Siena) |

|  |           |                          |
|  | Marcatori | 34’ Fabbro 58’ Grandolfo |

| Arbitro: | D'Apice (Arezzo) |

|                                   |           |  |
| N. Bianchi 29’ Grandolfo 48’, 51’ | Marcatori |  |

| Arbitro: | Mantelli (Brescia) |

|                              |           |           |
| Schiavini 84’ Fioretti 90+2’ | Marcatori | 48’ Gashi |

### Play-off
| Arbitro: | Giua (Olbia) |

|                  |           |  |
| Stefani 19’, 60’ | Marcatori |  |

### Coppa Italia Tim Cup
| Arbitro: | Zingarelli (Siena) |

|                                         |                      |                                     |
| Maistrello 69’                          | Marcatori            | 25’ Mancino                         |
| Cavagna Rantier Laurenti Fabbro Candido | Tiri di rigore 5 – 3 | Matera Tartaglia Cianci M. Piccinni |

| Arbitro: | Ros (Pordenone) |

|                            |           |  |
| Maistrello 22’ Rantier 54’ | Marcatori |  |

| Arbitro: | Fabbri (Ravenna) |

|                             |           |  |
| Muriel 22’, 63’ Budimir 68’ | Marcatori |  |

### Coppa Italia di Lega Pro

#### Sedicesimi di finale
| Arbitro: | Sozza (Seregno) |

|                        |           |                |
| Fantacci 12’ Cisco 18’ | Marcatori | 68’ N. Bianchi |